# 阪南市立西鳥取小学校
阪南市立西鳥取小学校（はんなんしりつ にしとっとりしょうがっこう）は、大阪府阪南市鳥取にある公立小学校。

## 沿革
- 1875年（明治8年）9月28日 - 開校[1]。